# Valle Nevado
Valle Nevado – ośrodek narciarski w Chile. Położony jest około 40 km na wschód od stolicy kraju – Santiago, w regionie Metropolitana, w pobliżu granicy z Argentyną. 
Leży na wysokości 2860 m n.p.m. Znajdują się tu 102 trasy i 1 snowpark. Jest to jeden z najnowocześniejszych ośrodków narciarskich w Ameryce Południowej.
Sezon trwa od czerwca do października, w zależności od warunków.
Od 2001 r. bywają tu organizowane zawody Pucharu Świata w snowboardzie.

## Galeria

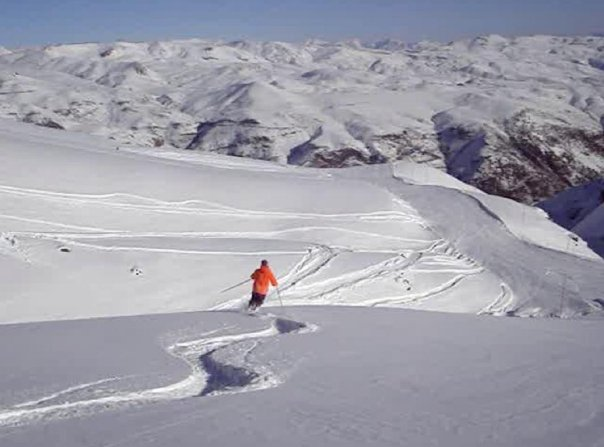
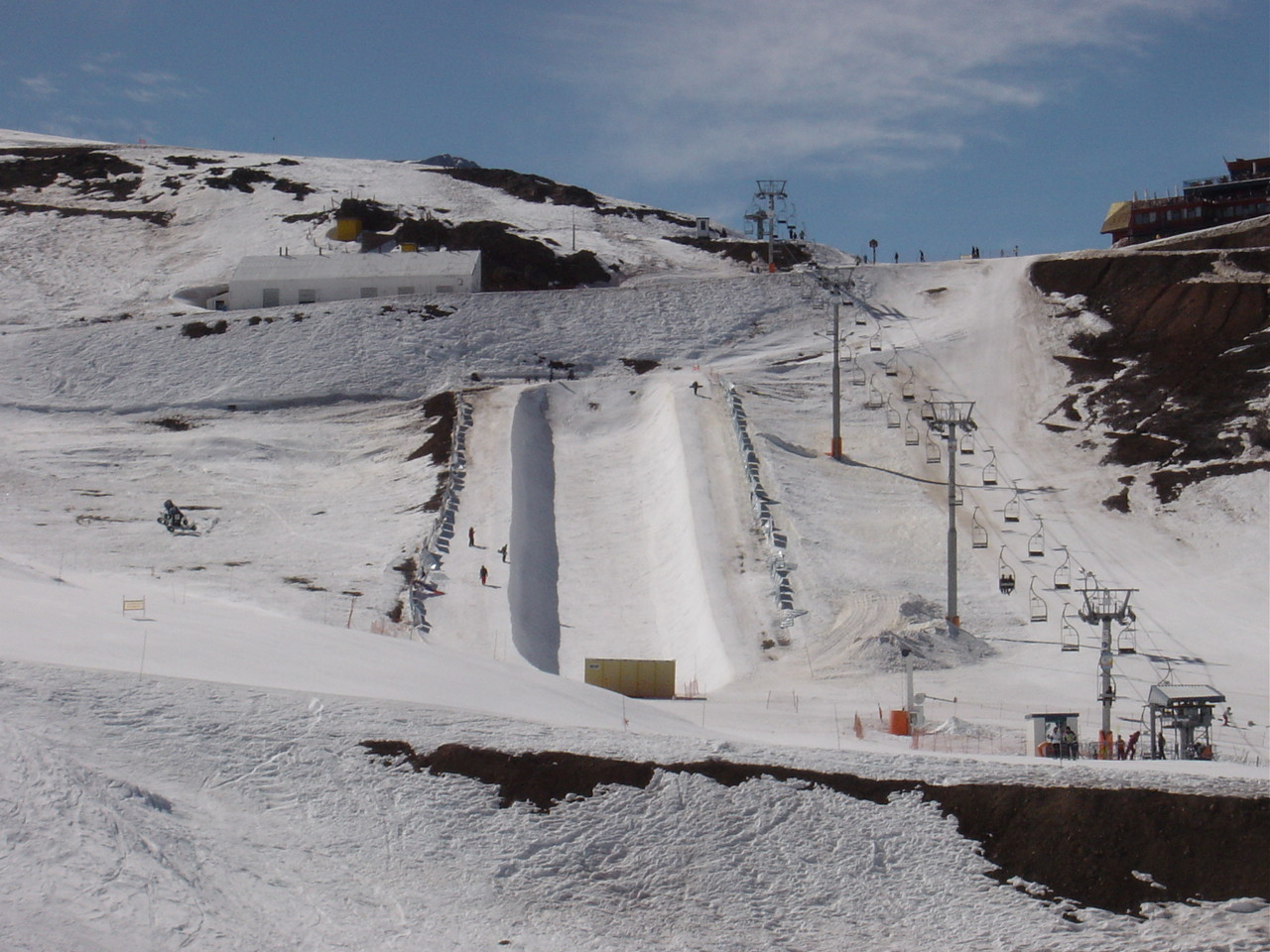